# Nothus actaeon
Nothus actaeon är en fjärilsart som beskrevs av Felder och Alois Friedrich Rogenhofer 1874. Nothus actaeon ingår i släktet Nothus och familjen Sematuridae. Inga underarter finns listade i Catalogue of Life.